# Velourman
Velourman eller velourpappa
är en lätt nedsättande benämning på vad som uppfattats som en "mjuk" man, i kontrast mot en mer traditionell, "hård" manlighet. Termen uppkom på 1980-talet som en reaktion mot det mjuka tyget velour som var populärt på 1970-talet i en viss typ av unisexmode. Benämningen syftade dels på mannens mjukare sätt, vilket kunde ta sig uttryck i hans engagemang i hushåll och barnskötsel men även i hans förhållningssätt till konfliktlösning, dels på att den typiske velourpappan bar velourkläder. Ordet används mer sällan idag.
1. ↑  , SAOL velourpappa